# Błękitniczek lśniący
Błękitniczek lśniący (Cyanerpes lucidus) – gatunek małego ptaka z podrodziny cukrowników (Dacninae) w rodzinie tanagrowatych (Thraupidae). Zamieszkuje Amerykę Centralną. Nie jest zagrożony wyginięciem.

## Taksonomia
W starszych publikacjach błękitniczek lśniący, jak i reszta przedstawicieli rodzaju Cyanerpes była umieszczana w rodzinie cukrzyków (Coerebidae), mającej obecnie status podrodziny, jednak później ze względu na cechy anatomiczne (budowa czaszki) zaliczono rodzaj Cyanerpes do podrodziny cukrowników (Dacninae). Ponadto błękitniczka lśniącego traktowano jako podgatunek błękitniczka purpurowego (Cyanerpes caeruleus), ale te dwa gatunki występują sympatrycznie w skrajnie wschodniej Panamie i przyległym obszarze północno-zachodniej Kolumbii. Obecnie wyróżnia się dwa podgatunki: C. l. lucidus i C. l. isthmicus.

## Występowanie
Błękitniczek lśniący zamieszkuje tereny Ameryki Centralnej. Poszczególne podgatunki zamieszkują:
- C. l. lucidus – południowy Meksyk, północno-centralna Gwatemala, Belize, Honduras do północno-wschodniej Nikaragui;
- C. l. isthmicus – Kostaryka do wschodniej Panamy oraz przyległy obszar skrajnie północno-zachodniej Kolumbii.

## Morfologia
Jest to ptak małej wielkości, osiąga 10–11 cm. 
Posiada ciemny, silnie zakrzywiony dziób i ciemne oczy. W języku angielskim nazywany był błękitniczkiem hiacyntowym (hiacint honeycreeper), ze względu na ciemnoniebieskie ubarwienie, które to odnosi się tylko do upierzenia samca, samica jest, podobnie jak w przypadku samicy błękitniczka purpurowego, koloru ciemnozielonego (posiada także niebieski nalot na gardle). Podobnie jak błękitniczek purpurowy, błękitniczek lśniący posiada żółte nogi.

## Ekologia i zachowanie
Występuje w lasach deszczowych, wśród kwitnących i owocujących drzew i krzewów, gdzie zdobywa pokarm. Spotykany do wysokości 1600 m n.p.m.
Jest gatunkiem wszystkożernym, odżywia się bezkręgowcami (pająkami i owadami), nektarem, jagodami, bananami, nie pogardzi także nasionami roślin z rodzaju Dipterodendron.
Podobnie jak w przypadku innych tanagrowatych, gniazdo jest zrobione z materiału roślinnego, w kształcie czarki, położone wysoko w koronach drzew. Samica składa dwa jaja.

## Status
Międzynarodowa Unia Ochrony Przyrody (IUCN) uznaje błękitniczka lśniącego za gatunek najmniejszej troski (LC – Least Concern) nieprzerwanie od 1988 roku. W 2008 roku organizacja Partners in Flight szacowała, że liczebność światowej populacji mieści się w przedziale 50–500 tysięcy osobników. Ze względu na brak dowodów na spadki liczebności bądź istotne zagrożenia dla gatunku BirdLife International uznaje trend liczebności populacji za stabilny.